# یک زندگی جدید
یک زندگی جدید (انگلیسی: A New Life) فیلمی در ژانر کمدی رمانتیک به کارگردانی آلن آلدا است که در سال ۱۹۸۸ منتشر شد.

## بازیگران
- آن مارگرت
- هل لیندن
- ورونیکا هامل
- مری کی پلیس
- بیتریس آلدا
- آلن آلدا
- سلیا وستون
- بیل اروین
- کاترین دیشر